# Ngọc trúc
Ngọc trúc (tên khoa học Polygonatum odoratum) là một loài thực vật có hoa thuộc chi Hoàng tinh (Polygonatum). Đây là một loài cây trồng được dùng làm thuốc cũng như trồng làm cảnh trong các vườn cây.

## Mô tả
Ngọc trúc là thực vật thân thảo lưu niên (sống nhiều năm), có nguồn gốc từ Trung Quốc (mọc nhiều ở các tỉnh Quảng Đông, Quảng Tây, Vân Nam) và là một trong ba loài Hoàng tinh bản địa ở Anh. Ở Việt Nam, ngọc trúc mọc hoang ở các vùng núi cao, ẩm và mát như Sa Pa, Bắc Hà (Lào Cai), Sìn Hồ, Phong Thổ (Lai Châu), Đồng Văn (Hà Giang) và cũng được trồng trong các gia đình người Hmông ở Phó Bảng (Hà Giang). Cây ưa khí hậu ẩm, mát, khả năng chịu hạn kém, ưa bóng râm, kỵ ánh sáng, phát triển tốt trong đất ẩm, nhiều mùn nhưng tiêu nước tốt.
Thân cây mọc thẳng góc với mặt đất, cao 30–90 cm, thường không phân nhánh. Thân rễ có những sẹo do các cành rụng để lại, hình gần giống như dấu triện hay dấu niêm. Lá hình trứng, mạng gân song song dễ thấy, màu xanh lục (đến mùa thu chuyển sang màu vàng) đầu lá màu trắng, dài 0,5–1 feet (15–30 cm). Mỗi cụm hoa mang 2 hoa lưỡng tính màu trắng hình chuông, có mùi thơm, mọc chúc xuống đất. Quả có màu xanh đen hay đỏ. Cây ra hoa từ tháng 5 đến tháng 7, quả chín vào mùa thu. Hoa tự thụ phấn hoặc thụ phấn nhờ côn trùng. Cũng có thể sinh sản vô tính bằng thân rễ vào mùa xuân. Thân cành non dễ bị ốc sên và ong cắn lá phá hại.
Cái tên "Ngọc trúc" bắt nguồn từ hình dạng lá gần giống lá trúc và thân rễ bóng nhẵn trông như ngọc, còn tên tiếng Anh "Solomon's Seal" bắt nguồn từ những sẹo hình dấu niêm trên thân rễ của cây. Tuy nhiên, theo Edgar Denison, tên tiếng Anh của loài không có nghĩa ám chỉ dấu niêm mà ám chỉ tính chất "niêm kín vết thương".
P. odoratum và các nòi flore pleno và Variegatum đã được Hội Nghề vườn Hoàng gia Anh trao tặng Giải thưởng Nghề vườn Xuất sắc.

## Công dụng trong y học
Thân rễ Ngọc trúc dùng làm thuốc có chứa các glucosit convallamarin, azetidin axit cacboxylic, các flavonoit như vitextin, vitextin 2- glucosit, saponarin, axit chelidonuc, các nguyên tố như Ca, P, K, Mg, Mn, Si. Ngoài ra còn có chất nhầy adonaran, polygonym-fructan-O, A, B, C, D., và các steroit saponin, polyfurosit. Được thu hoạch vào mùa thu, đem phơi khô, lăn cho hết lõi cứng để dùng dần. Cũng có thể đem sao với mật ong hoặc ngâm rượu. Lá dùng làm thuốc đắp lên vết thương, có tác dụng giúp vết thương chóng lành.
Theo Đông y, ngọc trúc có tính mát, vị ngọt, vào hai kinh Phế, Vị, có tác dụng dưỡng âm, nhuận táo, sinh tân dịch, chỉ khát. Dùng trong trường hợp cơ thể suy nhược, sốt về đêm, mồ hôi trộm, kém ăn, khó tiêu, tiểu dắt, phong thấp, đau lưng, trị vết thương. Người bị dương suy, âm thịnh, tỳ hư, đờm thấp ứ trệ không được dùng. Ngày dùng 8-18 g phối hợp với các vị thuốc khác. Theo các nghiên cứu gần đây, nước thuốc sắc, chiết xuất cồn liều nhỏ thử nghiệm trên tim ếch cô lập có tác dụng cường tim; khi dùng với Hoàng kỳ giúp cải thiện điện tâm đồ và thiếu máu cơ tim. Thí nghiệm trên chuột cống cho thấy Ngọc trúc cũng giúp hạ lipid huyết, ngăn ngừa tăng đường huyết, trì hoãn sự hình thành xơ vữa động mạch, tăng cường sức chịu đựng tình trạng thiếu ôxi của cơ tim. Ngoài ra Ngọc trúc cũng giúp nhuận tràng, chữa viêm mắt, tiêu độc, an thần.